# Асон (титул)
Асон або Асомі (яп. 朝臣) — другий за вагою титул у системі «вісьмох кабане» ранньосередньовічної Японії, якими імператорський двір наділяв представників певних аристократичних родів. Поширений був у періоди Асука, Нара й на початку періоду Хейан. Асон означав придворного (вищого) аристократа (вище європейського герцога і нижче принца крові).

## Характеристика
Запроваджено разом з іншими титулами імператором Темму внаслідок реформи 684 року. Асон зазвичай належав віддаленим членам імператорської родини (Татібана, Абе, Йосіміне), а також найбільш впливовим японським родам, насамперед Фудзівара, Тайра, Мінамото, Саканоуе, Кі. Загалом надано титул асон 52 кланам.
В середині доби Хейан цей титул (разом з іншими кабане) втратив політичне значення й став почесним додатком до імені чиновників 4-го рангу або до назви посади чиновників 1—3 рангів. Кількість власників цього титулу збільшилося до 101 роду.